# Obres de Miquel Àngel a Siena

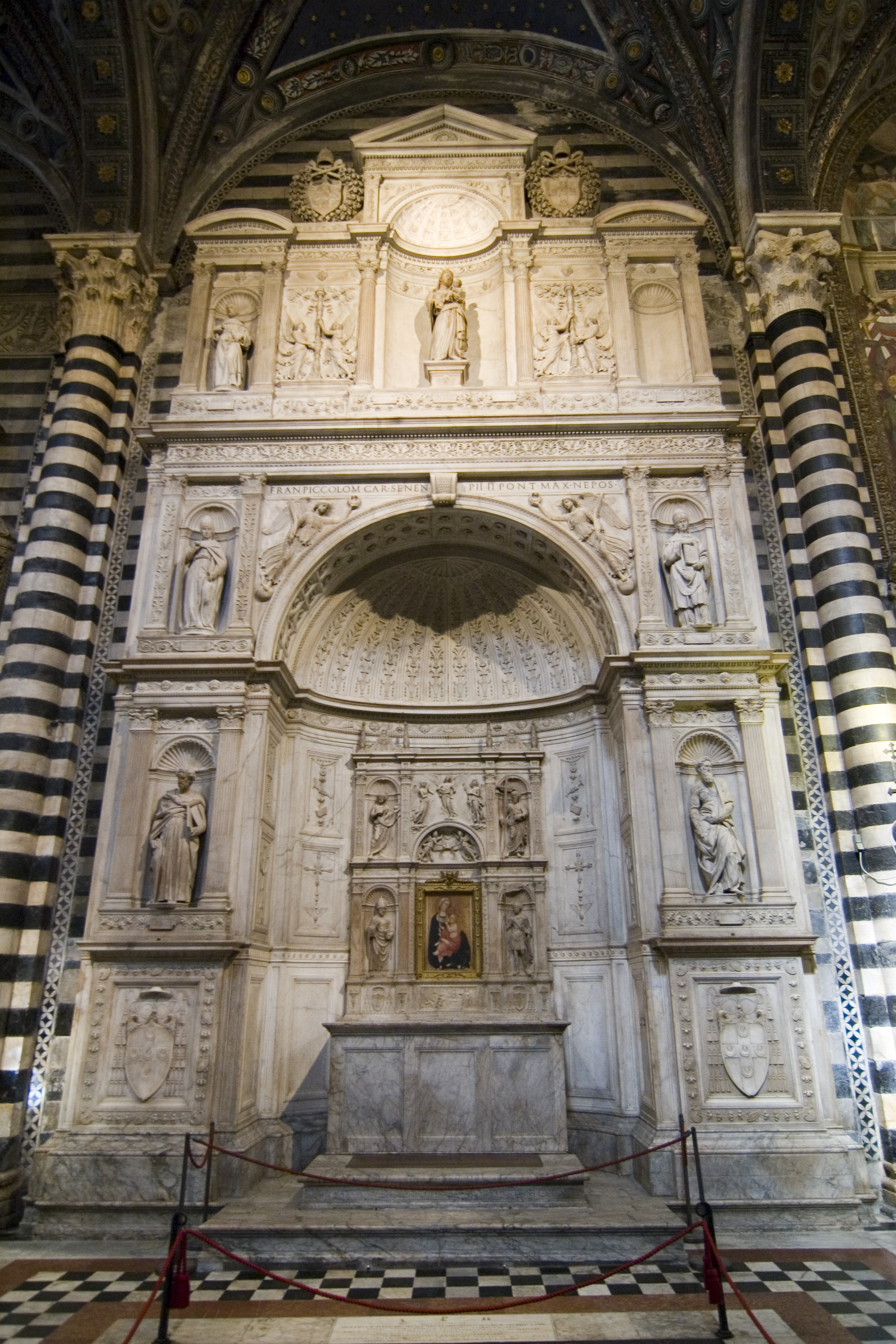
Altar Piccolomini

Les obres de Miquel Àngel a Siena són les quatre escultures realitzades en marbre que representen a sant Pau, sant Pere, sant Gregori i sant Agustí -anteriorment sant Pius- per encàrrec de l'aleshores cardenal Francesco Todeschini Piccolomini per a l'altar de la família Piccolomini a la catedral de Siena. L'execució de l'altar va ser fet per Andrea Bregno, també de marbre de Carrara, entre els anys 1481 i 1485, i la intervenció de Miquel Àngel es va realitzar entre 1501 i 1504.

## Història
El cardenal Francesco Todeschini Piccolomini, més tard papa Pius III, volia construir un altar monumental per dedicar una gran obra artística al seu oncle el papa Pius II, per celebrar simultàniament la presència política i cultural de la família Piccolomini a Siena i la creació d'un lloc de sepultura per a ell -de fet va ser enterrat al Vaticà després de la seva elecció com a pontífex-. El lloc escollit pel cardenal va ser l'antic altar dels sabaters, dedicat a la Nativitat de Maria. Els sabaters van acordar donar el lloc per al cardenal sempre que això els repercutís un altre espai interior de la cúpula. La falta d'espai disponible, tanmateix, va obligar els sabaters a posar-se d'acord en compartir el patrocini de l'objecte espacial amb el cardenal.
El cardenal va contractar per la construcció de l'altar a l'escultor i arquitecte llombard Andrea Bregno, que va treballar des de 1481 a 1485, signant com «Opus Andreae Mediolanensis MCCCCLXXXV» sota el nínxol central de l'àtic on avui es troba la Mare de Dèu amb l'Infant. Tanmateix, Andrea Bregno no va arribar a acabar el retaule de marbre central que era per emmarcar la pintura una Verge de la Humilitat realitzada per Paolo di Giovanni Fei (ca. 1390), i catorze escultures que omplirien diverses fornícules i els espais per damunt de l'àtic que també s'incloïen en el projecte original, però al voltant de 1486 l'artista, amb seixanta-vuit anys, va tenir un col·lapse físic i potser també una crisi d'inspiració artística. L'artista va tornar a Roma, deixant l'altar sense acabar, solament els seus ajudants encara treballaven en el retaule de marbre que es va col·locar en el centre de la capella per allotjar la pintura de la Verge de la Humilitat.
El cardenal Todeschini Piccolomini es va veure obligat a cercar un escultor per al procés de la realització de les catorze escultures, va confiar aquest encàrrec a Pietro Torrigiano (1488-1489). Però d'aquest escultor solament un sant Francesc que es troba a la part superior de l'altar a l'esquerra, el contracte de l'escultor amb el cardenal es va interrompre sense saber el motiu. Aquesta situació va fer que el cardenal hagués de tornar a cercar un nou artista.
Al final del segle xviii es va col·locar en el nínxol central de l'àtic l'estàtua de la Mare de Déu amb l'Infant, considerat fins fa poc un treball primerenc de Jacopo della Quercia i més tard la crítica l'ho ha donat com a propi de Giovanni di Cecco (1371). L'estàtua va venir de l'altar de San Tommaso d'Aquino i, abans d'això, de l'altar de San Jacopo Interciso, tots dos de la catedral de Siena.

### Contracte amb Miquel Àngel
El 19 de juny de 1501, a través de la intervenció del banquer Jacopo Galli, va ser contractat el jove Michelangelo Buonarroti, nou-vingut d'una estança a Roma amb el gran èxit d'haver tallat la gran Pietat del Vaticà. En el contracte es va estipular quina era tasca a portar a terme: «fare figure quindici di marmo carrarese novo, candido et blanco et non venoso»" (fer quinze figures de marbre de Carrara nou, càndid i blanc i no venós). El preu es va estipular en 500 ducats d'or, 33 i un terç per estàtua.
Quan Michelangelo es va posar a treballar a Siena va començar a tenir d'altres ofertes escultòriques ambicioses, en primer lloc la d'esculpir el David per a Florència (contracte del 16 d'agost de 1501), el que va fer que l'empresa de Siena ja no l'interessés tant. L'artista va començar a sentir aquest treball com una mica secundàri i a treballar de manera intermitent. El 1503 el cardenal va ser escollit papa, però va morir després de solament 26 dies. Els seus hereus van realitzar amb Michelangelo, un nou acord per a entregar quatre escultures amb data 11 d'octubre 1504, i així l'altar es va enriquir amb les quatre estàtues que es troben dintre dels nínxols laterals inferiors, van ser construïdes amb l'ajut del seu taller. Malgrat les reiterades peticions d'Antonmaria Piccolomini el 1537 no van ser lliurades cap més escultura de les previstes. Finalment l'arquebisbe de Siena Francesco Bandini Piccolomini, el 1561 va cancel·lar el contracte amb l'artista. De llavors ençà van deixar d'estar interessats en l'altar Piccolomini, que es va mantenir per sempre inacabat.

## Descripció

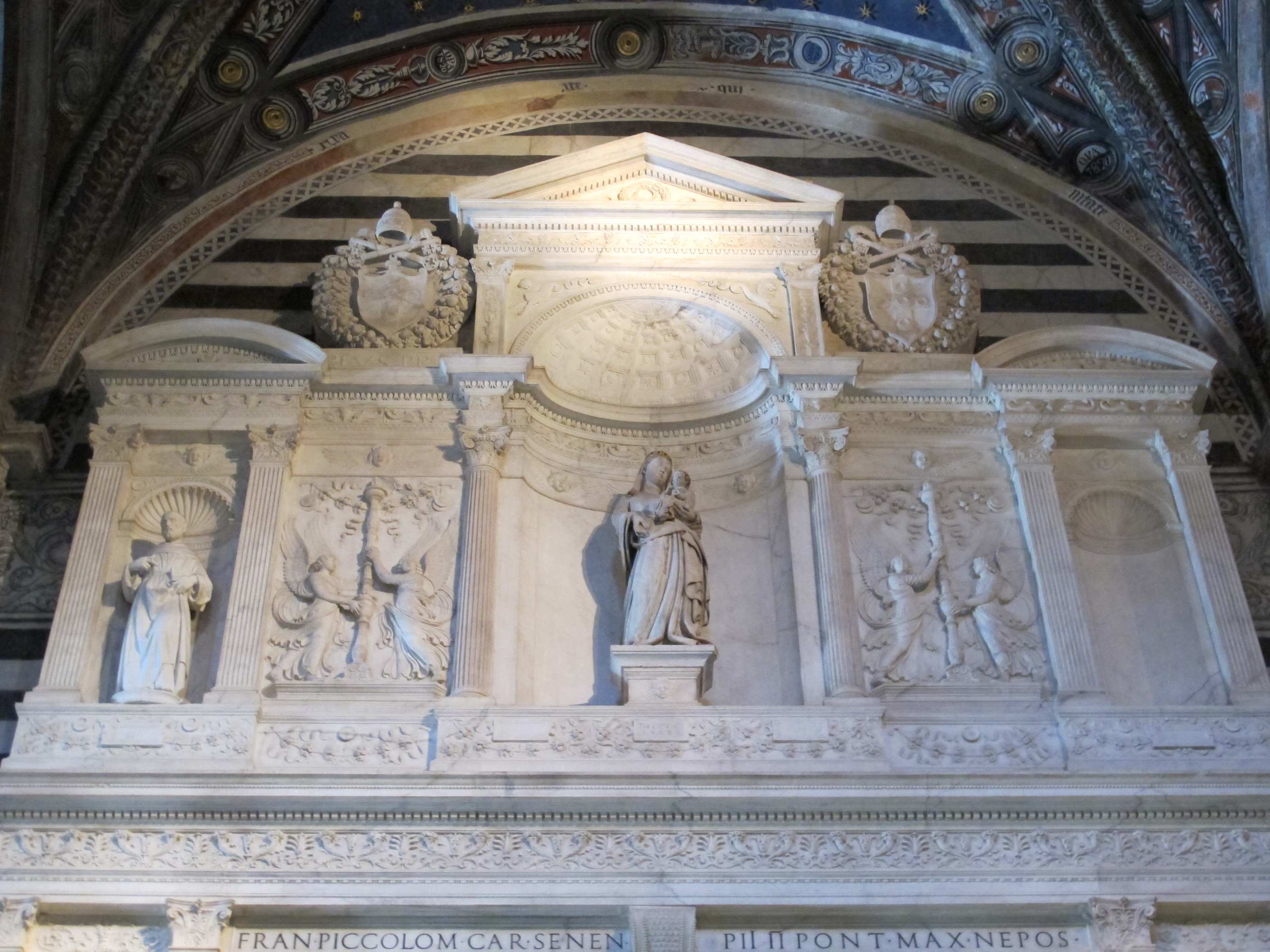
Àtic de l'altar, a l'esquerra la escultura de sant Francesc de Pietro Torrigiano i al centre la Mare de Dèu amb l'Infant de Giovanni di Cecco

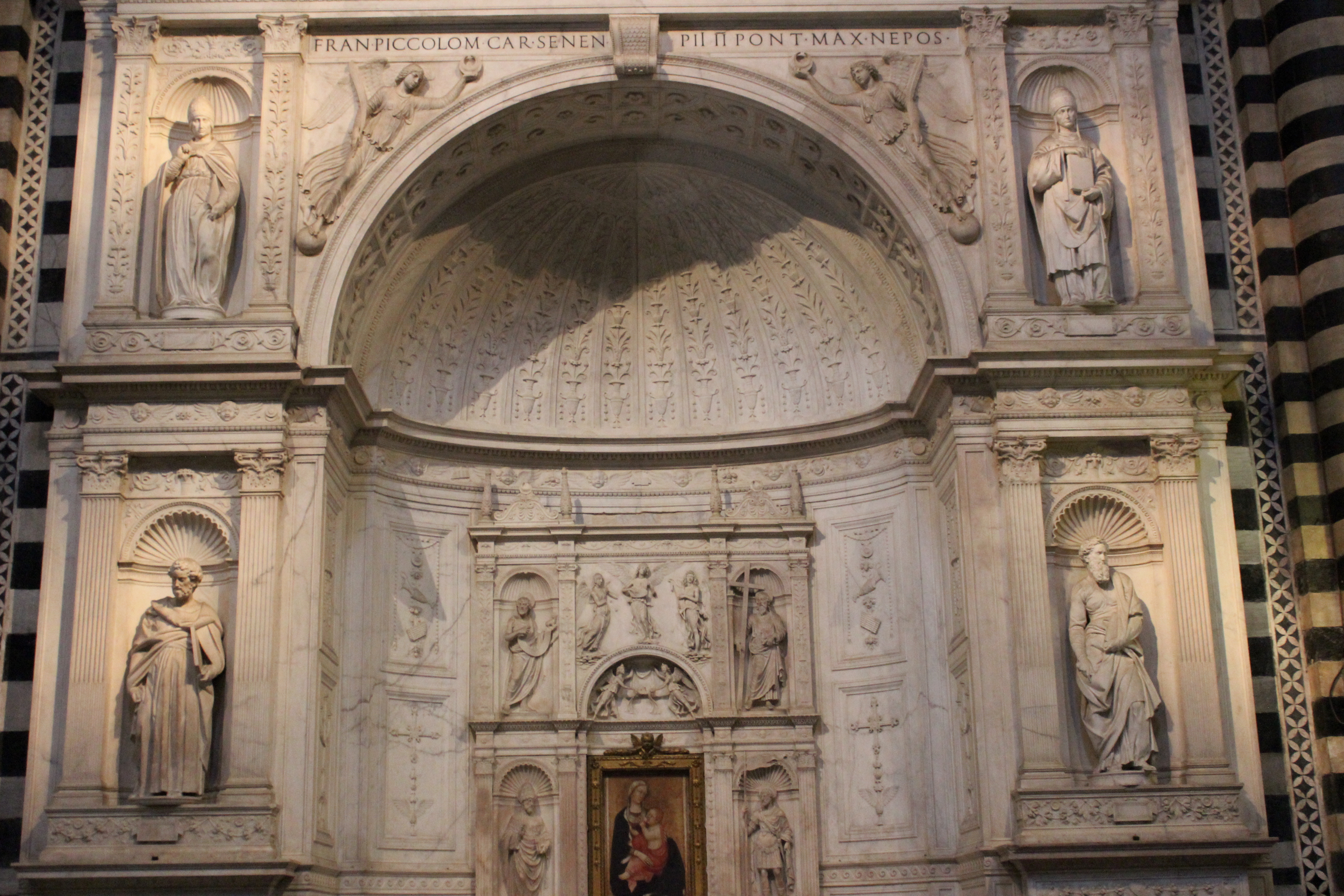
Part de l'altar on apareixen les escultures de Miquel Àngel

L'estructura arquitectònica de l'altar es basa en la realitzada per Bregno a Santa Maria del Popolo a Roma, amb un nínxol que conté el veritable altar, i està envoltat d'un arc de triomf. La decoració en baix relleu està plena de múltiples ornamentacions com ara fistons, garlandes, cistelles de fruites, gerros, cornucòpies, palmeres, làmpades, caps alats, dofins, tridents, escuts, etc. Els motius de mitja lluna, amb referència a l'emblema de la família Piccolomini, són innombrables. La cura de la decoració disminueix amb l'altura, però les parts inferiors són d'alta qualitat.
Als costats, per damunt dels emblemes dels propietaris, hi ha un registre doble de nínxols emmarcats per pilastres, on es troben les estàtues. Altres dos nínxols similars es troben en l'àtic, amb un nínxol central més gran a dosaigües, on es troba l'estàtua de la Mare de Dèu amb l'Infant de Giovanni di Cecco provinent d'un altar més antic.(1371); l'escultura col·locada al últim pis de la part esquerra, és la corresponent a Sant Francesc realitzada per Pietro Torrigiano, probablement retocada per Miquel Àngel per adaptar-la a les seves escultures. Originàriament, les estàtues havien de ser catorze i mostra de tots els sants més benvolguts pels promotors, la família Piccolomini i tota Siena: sis dels nínxols laterals s'acaben de descriure, tres en el nínxol central, on avui dia està l'única escultura de la Mare de Dèu amb l'Infant, dos en els peus laterals per damunt de l'àtic i tres en els tres pedestals per damunt del frontó de l'àtic.
La pintura que ocupa l'espai central del retaule dedicat a la Verge de la Humilitat, és obra de Paolo di Giovanni Fei (1390 aprox). Els crítics han donant menys atenció a l'altar de marbre que envolta aquesta pintura, sobretot perquè és considerada que va ser realitzada pel taller d'Andrea Bregno, quan ell ja es trobava a Roma i havia abandonat l'encàrrec.

## Obres de Miquel Àngel a Siena
Les escultures de Miquel Àngel es troben col·locades en la part esquerra de baix cap amunt: 
- Sant Pere
- Sant Pius (des de fa poc temps es creu que és la representació de Sant Agustí.[2])

En la part dreta des de baix cap amunt:: 
- Sant Pau
- Sant Gregori

| Imatge | Dades | Dades | Imatge | Dades        | Dades        |
| --- | --- | --- | --- | ------------ | ------------ |
| | Sant Pius o Sant Agustí | Sant Pius o Sant Agustí | | Sant Gregori | Sant Gregori |
| 1501-1504 | Marbre de Carrara | 1501-1504 | Marbre de Carrara 136 cm |              |              |
| Catedral de Siena | Catedral de Siena | Catedral de Siena | Catedral de Siena |              |              |
| El Sant Pius mostra una certa debilitat d'inspiració que era probablement a causa de l'ús massiu d'ajudants. El bisbe, amb la mitra, està representat amb un moviment de la seva mà dreta que sembla cridar l'atenció de l'espectador. La vestimenta transcorre suaument al llarg del cos, amb una mica de vibració sedosa, amb la capa litúrgica, més pesant. Notable és el realisme de la cara, que expressa la dignitat i la saviesa del personatge, amb el detall que ho subratlla del llibre sota el braç. | El Sant Pius mostra una certa debilitat d'inspiració que era probablement a causa de l'ús massiu d'ajudants. El bisbe, amb la mitra, està representat amb un moviment de la seva mà dreta que sembla cridar l'atenció de l'espectador. La vestimenta transcorre suaument al llarg del cos, amb una mica de vibració sedosa, amb la capa litúrgica, més pesant. Notable és el realisme de la cara, que expressa la dignitat i la saviesa del personatge, amb el detall que ho subratlla del llibre sota el braç. | El Sant Gregori és potser la figura més feble de la sèrie, a causa de la utilització massiva d'ajut, per contrast amb una posició, a causa de lleugerament inclinada cap a l'esquerra, expressa un cert patetisme. El sant i papa porta tiara i sosté un llibre gran, que mostra a l'espectador. La vestidura és variada i sense esquemes, sense efectes de clarobscur expressius com en el sant Pau de la mateixa sèrie. | El Sant Gregori és potser la figura més feble de la sèrie, a causa de la utilització massiva d'ajut, per contrast amb una posició, a causa de lleugerament inclinada cap a l'esquerra, expressa un cert patetisme. El sant i papa porta tiara i sosté un llibre gran, que mostra a l'espectador. La vestidura és variada i sense esquemes, sense efectes de clarobscur expressius com en el sant Pau de la mateixa sèrie. |              |              |
| | Sant Pere | Sant Pere | | Sant Pau     | Sant Pau     |
| 1501-1504 | Marbre de Carrara 124 cm | 1501-1504 | Marbre de Carrara 127 cm |              |              |
| Catedral de Siena | Catedral de Siena | Catedral de Siena | Catedral de Siena |              |              |
| El Sant Pere mostra el personatge embolicat en una gran capa de plecs amplis, pesants -(l'estil "humit" derivat de l'exemple d'Andrea del Verrocchio- i contrastat amb un posatque es deriva de l'exemple de Donatello. La mirada es dirigeix cap a l'esquerra a la part inferior, mirant l'espectador, novament citant estudis de Donatello sobre els reglatges de les figures sobre la base de la seva posició.                                                                                               | El Sant Pere mostra el personatge embolicat en una gran capa de plecs amplis, pesants -(l'estil "humit" derivat de l'exemple d'Andrea del Verrocchio- i contrastat amb un posatque es deriva de l'exemple de Donatello. La mirada es dirigeix cap a l'esquerra a la part inferior, mirant l'espectador, novament citant estudis de Donatello sobre els reglatges de les figures sobre la base de la seva posició.                                                                                               | L'escultura de Sant Pau va ser probablement la millor aconseguida, amb el personatge cobert per un ampli mantell -exemple de Verrocchio) i amb un posat de contrapposto (exemple de Donatello). El cabell i l'expressió de concentració, entre d'altres, són elements que anticipen el David. | L'escultura de Sant Pau va ser probablement la millor aconseguida, amb el personatge cobert per un ampli mantell -exemple de Verrocchio) i amb un posat de contrapposto (exemple de Donatello). El cabell i l'expressió de concentració, entre d'altres, són elements que anticipen el David. |              |              |